# Байболов, Казангап
Казангап Байболов (каз. Қазанғап Байболов; 1891, ныне а. Узынбулак Толебийского района Южно-Казахстанской области — 1945, там же) — казахский народный поэт. Исполнитель дастанов, терме, эпосов. Происходит из рода жаныс племени дулат
В 1934 году участвовал в работе I съезда писателей Казахстана. Вышли сборники стихотворений «Толғау өлеңдері» (1939), «Халық қаһары» (1949), «Халық ақындары» (1965), «Пернедегі термелер» (1968). В дастанах «Төле бидің тарихы», «Еңсегей бойлы ер Есім», «Өкірік Найман туралы» реалистично описал исторические события XVII—XVIII веков. Автор лирических произведений «Сайыпжамал сұлу», «Шеризат-Күлшат». В 1943 году на айтысе акынов-имировизаторов и Алма-Ате состязался с Нартаем. Айтыс вошёл в 3-й том сборника «Айтыс штабы» (1966).